# Rejon Arawan
Rejon Arawan (kirg. Араван району; ros. Араванский район) – rejon w Kirgistanie w obwodzie oszyńskim. W 2009 roku liczył 106 134 mieszkańców (z czego 58,7% stanowili Uzbecy, 39,6% – Kirgizi, 0,7% – Azerowie, 0,5% – Tadżycy) i obejmował 19 707 gospodarstw domowych. Siedzibą administracyjną rejonu jest Arawan.